# José Muñoz (Estopa)
Jose Manuel Muñoz Calvo (Cornellá del Llobregat, Barcelona), 13 de noviembre de 1978) es cantante, guitarrista y compositor junto a su hermano David del dúo español de música rock y pop rock con toques de rumba catalana Estopa, creado en 1999.
El dúo es oriundo de Cornellá de Llobregat, barrio de San Ildefonso (Barcelona) aunque su familia procede de Extremadura, más concretamente del pueblo de Zarza Capilla. 
Con su primer disco consiguieron unas ventas cercanas a 1.100.000 copias, logrando así el reconocimiento en su país natal y después en países tales como México y Chile. Allí se realizó una campaña de prensa por medio de las empresas transnacionales españolas en Latinoamérica. Sus siguientes discos han seguido la fórmula que más los ha caracterizado, desde rumbas canallas y urbanas. A esto hay que añadir que todos sus discos hasta Estopa 2.0 han sido discos de platino.

## Biografía
El conjunto está formado por los hermanos Muñoz, dos jóvenes naturales del barrio de San Ildefonso del municipio de Cornellá de Llobregat, Barcelona hijos de emigrantes extremeños naturales de Zarza Capilla. Sus padres regentaron el bar "La Española", en el mismo barrio, justo delante de la comisaría de policía.
Su infancia la pasaron escuchando conjuntos de rumba muy populares en los ochenta, especialmente Los Chichos, Los Chunguitos o Bordón 4, un día su padre decidió regalarles sendas guitarras españolas.[cita requerida]
Tras varios años en el instituto, donde les conocían como Los Sabinas, abandonan los estudios y comienzan a trabajar en la producción de piezas para automóviles en una de las filiales de SEAT, Novel Lahnwerk, donde se gestaron las letras de las canciones del conjunto, escritas en hojas de producción.
Durante esta época empezaron a tocar en la plaza del barrio de San Ildefonso, de Cornellá, zona en la que residían y en pequeños locales. En 1998, se presentaron al concurso de cantautores del barrio de Horta-Guinardó el cual ganaron con la canción "Luna lunera".
En esa época grabaron actualmente una maqueta con 40 canciones en casa de un amigo usando un mezclador de cuatro pistas, ésta maqueta en casete se difundió de mano en mano y en redes p2p (en formato mp3) por toda España, una vez que alcanzaron la fama.[cita requerida]
En 1999 publican Estopa, su primer disco, que fue un éxito y tiene algunas de las canciones de la maqueta.
En 2001 sale a la luz "Destrangis", disco con el que se consolidaron incluso hicieron una reedición en 2002 llamada "Más Destrangis" en la que incluían un concierto en un CD extra. 
En 2004 publicaron "¿La calle es tuya?", disco con el que siguieron las superventas con rumbas y rock-pop canalla.
En 2005 publican el disco: "Voces de Ultrarumba". Incluye una entrevista del grupo con el humorista catalán Andreu Buenafuente. En ese momento los hermanos Muñoz eran la élite del canto de rumbas en España. 
Más tarde publicaron el disco llamado "Allenrok".
Posteriormente en 2009 publicaron un disco recopilatorio en colaboración de numerosos artistas, como por ejemplo Rosario Flores, Macaco, Joaquín Sabina, entre otros, llegando nuevamente a los puestos más altos de las listas de música escuchados en España.
En noviembre de 2011, publica su nuevo y último álbum en el mercado, llamado Estopa 2.0.
En febrero de 2014, sacaron una recopilación de sus mejores temas y dos canciones nuevas: "Ahora" y "Cuando tú te vas".
A finales de 2015 publican su nuevo trabajo discográfico titulado "Rumba a lo desconocido" e inician gira por Latinoamérica para continuar a finales de noviembre en España.
- Datos: Q5944207